# Zwierówka

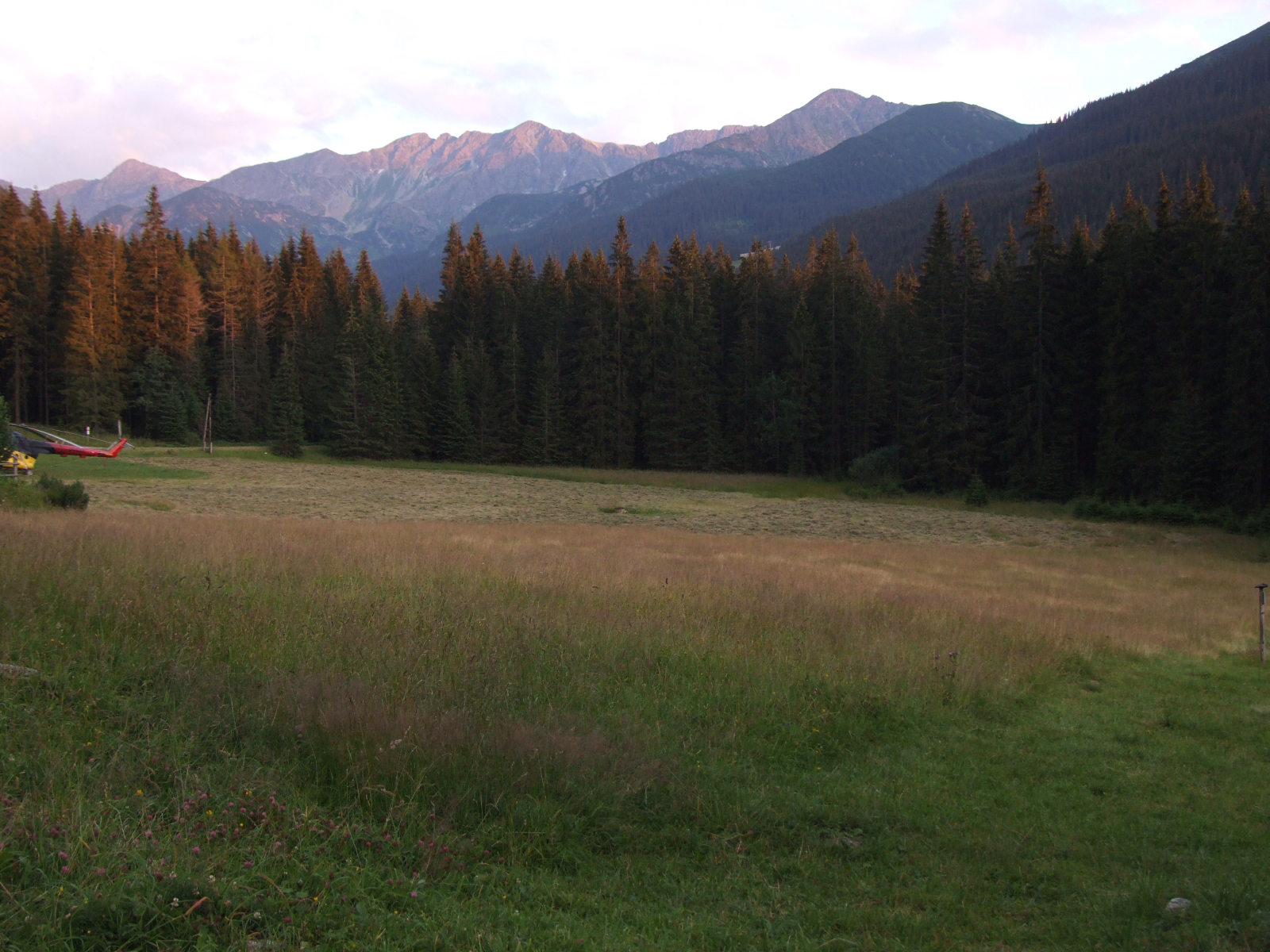
Polana Zwierówka

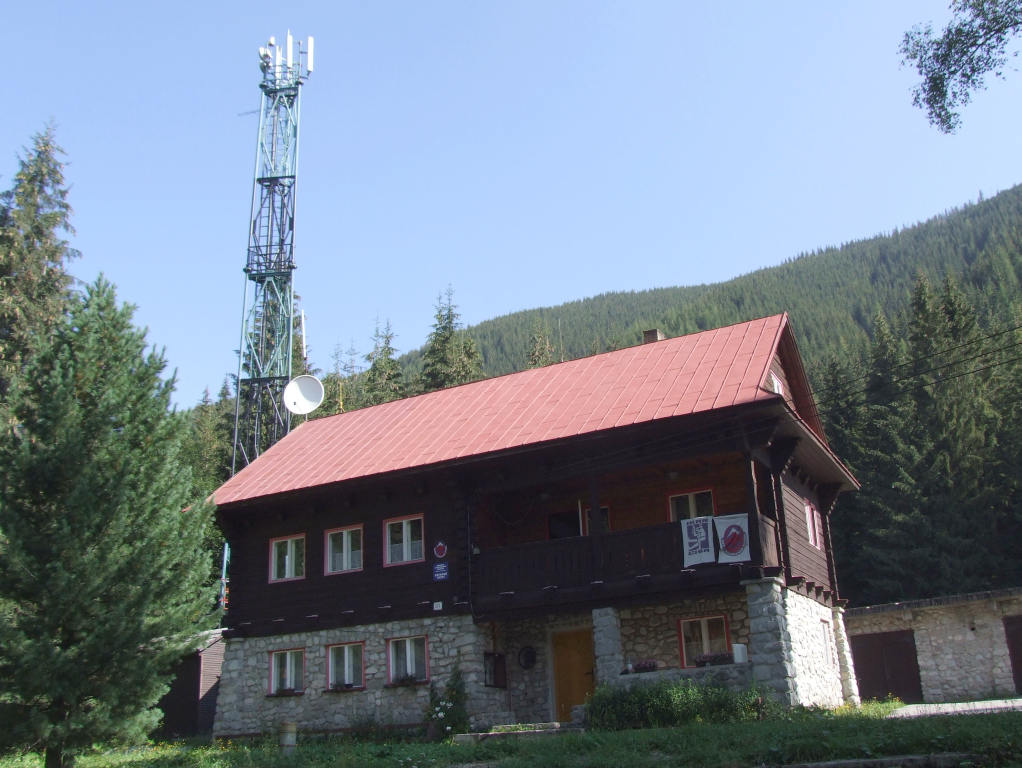
Stróżówka THS obok schroniska na Zwierówce

Zwierówka (słow. Zverovka) – niewielkie osiedle słowackiej miejscowości Zuberzec. Ważne centrum turystyczne i narciarskie. Dochodzi do niego asfaltowa droga. Odległość drogowa od Zakopanego – 69 km (w linii prostej 18 km).

## Położenie
Położone jest na wysokości 1000 m n.p.m. w Dolinie Zuberskiej w Tatrach Zachodnich, w miejscu, gdzie dolina ta rozdziela się na dwa główne, górne odgałęzienia: Dolinę Rohacką i Dolinę Łataną. Znajduje się na polanie Zwierówka, otoczonej z wszystkich stron lasami. Jest to dawna terasa morenowa.

## Obiekty
- schronisko na Zwierówce i restauracja. Czynne jest przez cały rok. Latem obsługuje turystów, zimą narciarzy.
- należące do schroniska domki campingowe
- parking dla samochodów (płatny w godz. 8-16)
- stróżówka THS (odpowiednik polskiego TOPR-u)
- budynek leśniczówki i centrum informacyjne TANAP-u. Czynne jest przez cały rok od poniedziałku do piątku, a w sezonie letnim (lipiec-sierpień) również w soboty i niedziele.
- końcowy przystanek autobusów
- krzesełkowy wyciąg narciarski w pobliskiej Dolinie Salatyńskiej. Przy wyciągu bufet (czynny tylko w zimie).
- u wylotu Doliny Łatanej cmentarzyk 20 partyzantów poległych w bitwie z Niemcami w grudniu 1944 r. i upamiętniający to wydarzenie obelisk
- w odległości ok. 200 m od polany, przy drodze prowadzącej Doliną Rohacką hotel i restauracja „Osobita”. Można tu kupić ubezpieczenie od wypadków górskich.
- pensjonat i restauracja Šindľovec. Można tu kupić ubezpieczenie od wypadków górskich
- przy drodze z Zuberca na Zwierówkę, ok. 1,5 km przed polaną Zwierówka hotel górski „Primula” z restauracją, kawiarnią, narciarnią
- wypożyczalnia rowerów w hotelu „Primula”

## Historia
Nazwa Zwierówka pochodzi od dawnych łąk, które w 1803 r. należały do odległej o 20 km miejscowości Podbiel. W 1925 tereny te włączone zostały do latyfundium tzw. Państwa Orawskiego. Wtedy to do istniejącej tu leśniczówki doprowadzono bitą drogę. W 1923 r. istniejącą u wylotu Doliny Łatanej chatkę leśną przekształcono na schronisko. Zwierówka stała się popularnym punktem wypadowym w piękne turystycznie, już wtedy doceniane rejony Doliny Rohackiej i Rohaczów. Przed II wojną światową w Dolinie Smutnej, pod szczytami Rohaczy zjeżdżano na nartach. Po pożarze tego schroniska w 1926 r. na polanie Zwierówka wybudowano nowe, większe. W czasie II wojny światowej stacjonował w nim sztab licznego oddziału partyzanckiego dowodzonego przez Piotra A. Wieliczkę. W grudniu 1944 r. Niemcom udało się zaskoczyć partyzantów – przyszli z niespodziewanego przez nich kierunku od strony Osobitej. W schronisku i obok niego zginęło 21 partyzantów słowackich i radzieckich, 16 zaginęło, ponad 30 zostało rannych. Są pochowani na cmentarzyku partyzanckim u wylotu Doliny Łatanej. Schronisko Niemcy spalili. Obecne zostało odbudowane w latach 1948-49, potem jeszcze wielokrotnie rozbudowywane.

## Szlaki turystyczne
– czerwony szlak z Zuberca obok skansenu, a dalej przez Zwierówkę i Dolinę Rohacką do bufetu Rohackiego.
- Czas przejścia z Zuberca do skansenu: 1 h, z powrotem tyle samo
- Czas przejścia ze skansenu do Zwierówki: 1 h, z powrotem tyle samo
- Czas przejścia ze Zwierówki do bufetu: 1:30 h, z powrotem tyle samo

  – ze Zwierówki przez Przełęcz pod Osobitą na Grzesia, a stamtąd z powrotem w dół do szlaku żółtego w Dolinie Łatanej.
- Czas przejścia ze Zwierówki na przełęcz: 2 h, ↓ 1:30 h
- Czas przejścia z przełęczy na Grzesia: 3 h, ↓ 2 h
- Czas przejścia z Grzesia do szlaku żółtego: 30 min, ↑ 1 h

  – żółty szlak łączący dawny szpital partyzancki na zboczach Salatynów ze Zwierówką oraz Doliną Łataną, Zabratową Przełęczą i Rakoniem.
- Czas przejścia od szpitalu do schroniska w Zwierówce: 55 min, ↑ 1:25 h
- Czas przejścia ze schroniska na Zabratową Przełęcz: 2:45 h, ↓ 2:15 h
- Czas przejścia z przełęczy na Rakoń: 30 min, z powrotem tyle samo

  – niebieski ze Zwierówki przez Skrajny Salatyn na Brestową. Czas przejścia: 3 h, ↓ 2 h
 – okrężna ścieżka dydaktyczna o długości 2,2 km rozpoczynająca się i kończąca na Zwierówce, przebiegająca obok Stawku pod Zwierówką; czas przejścia pętli 45 min.